# روميو كوربو
روميو كوربو (بالإسبانية: Romeo Corbo)‏ مواليد 20 يناير 1952 في الأوروغواي، هو لاعب كرة قدم أوروغوياني سابق كان يلعب كمهاجم. سبق له أن لعب في كأس العالم لكرة القدم مع منتخب بلاده.

## المسيرة الاحترافية

### أندية لعب لها
- بنيارول
- نادي مونتيري

## روابط خارجية
- روميو كوربو على موقع الاتحاد الدولي (مؤرشف)  (الإنجليزية)
- روميو كوربو على موقع قاعدة بيانات كرة القدم.إي يو (الإنجليزية)
- روميو كوربو على موقع ناشيونال فوتبول تيمز (الإنجليزية)
- روميو كوربو على موقع Soccerway.com (الإنجليزية)